# پاندیت کلهن
پاندیت کلهن (به انگلیسی: Kalhana) (حدود قرن دوازدهم میلادی) نویسنده کتاب راجاتارانگینی (۱۱۴۸) پیرامون تاریخ پادشاهان جامو و کشمیر است.